# Distrito de Wakiso
Wakiso es uno de los 111 distritos de Uganda. Situado en la región central del país cuenta con una población de 2,915,200, y su capital homónima, al igual que la mayoría de distritos de Uganda da nombre al distrito.

## Gobierno
El liderazgo está a cargo del Consejo Ejecutivo Distrital, integrado por:
- Presidente del distrito
- Vicepresidente del Distrito
- Secretario de Distrito de Finanzas
- Secretario Distrital de Producción y Recursos Naturales
- Secretario de Distrito de Obras y Servicios Técnicos
- Secretaria de Distrito de Género
- Comisionado de distrito residente
- Comisionado residente adjunto del distrito

## Geografía
Wakiso se sitúa en la región centro de Uganda. En las fronteras del norte de Wakiso se destaca el distrito de Luwero y también el distrito de Nakaseke, en el este comparte fronteras con el distrito de Mukono y con el distrito de Kampala, en el oeste limita con el distrito de Mpigi y además con el distrito de Mityana y posee costas en el lago Victoria. Su superficie es de 2.704 km². Su capital, Wakiso, se sitúa a 20 kilómetros al noroeste de Kampala. la capital nacional de Uganda. El distrito de Wakiso tiene una superficie total de 2.704 kilómetros cuadrados . 

## Demografía
Con 957.280 habitantes es, después de Kampala, el distrito más densamente poblado de Uganda. Su densidad es de 354 pobladores por cada kilómetro cuadrado.
Según el censo de 1991, la población en ese entonces era de 562.887, en el censo de 2002 de 907.988 (61.3% más que en el censo anterior), lo que lo convertiría en el segundo distrito más poblado, y año en el que el 53% de la población eran niños menores de 18 años y el 17 por ciento de la población eran huérfanos. 12 años después, en el censo de 2014, contaba con 1.997.418 habitantes y en 2020 de 2.915.000.

## Organización territorial
El distrito de Wakiso está formado por dos condados y un municipio: el condado de Kyadondo y el condado de Busiro. La ciudad de Entebbe se separó y recibió el estatus de ciudad en 2020. El distrito se subdivide a su vez en las siguientes unidades administrativas:
- Busukuma
- Gombe
- Ciudad de Kakiri
- Katabi
- Casa de campo
- Ciudad de Kira
- Ssabagamabo
- Masuliita
- Nabweru
- Namayumba
- Nangabo (incluye Gayaza y Kasangati )
- Ciudad de Nansana
- Nsangi
- Ssisa
- Ciudad de Wakiso

## Atracciones turísticas
Las atracciones turísticas del distrito incluyen:
- Sitios culturales de Buganda y palacios de Kabaka
- Ciudad vieja de Entebbe
- Jardines Botánicos de Entebbe
- Centro de educación sobre la vida silvestre de Uganda (UWEC) - Entebbe
- Aeropuerto internacional de Entebbe
- Casa del Estado - Entebbe (la residencia oficial del Presidente de Uganda)
- Santuario de chimpancés de la isla Ngamba en el lago Victoria: santuario para chimpancés
- Isla turística de Bulago
- Lago Victoria: el lago más grande de África y el segundo lago de agua dulce más grande del mundo
- Basílica de los Mártires de Uganda - Namugongo
- Estadio Nacional Mandela - Namboole